# Arévalo
Arévalo település Spanyolországban, Ávila tartományban. Arévalo Tiñosillos, Nava de Arévalo, Aldeaseca, Palacios de Goda, Donhierro, Martín Muñoz de la Dehesa, Codorniz, Espinosa de los Caballeros és Orbita községekkel határos. Lakosainak száma 7830 fő (2024).

## Népesség
A település lakosságának változását az alábbi diagram mutatja:
| Lakosok száma | 7474 | 7653 | 7835 | 8074 | 8099 | 8165 | 8123 | 7986 | 7881 | 7830 |
|               | 2001 | 2004 | 2006 | 2009 | 2011 | 2014 | 2016 | 2019 | 2021 | 2024 |